# EMUI
EMUI (раніше знана як Emotion UI й також знана як Magic UI у смартфонах Honor) — мобільна операційна система на базі Android, розроблена китайською технологічною компанією Huawei. Використовується на смартфонах та планшетах компанії.
За межами материкового Китаю пристрої Huawei, випущені до 2020 року, мають версії EMUI, сертифіковані Google як дистрибутиви Android, які підтримують Google Play та інші програми Google. У материковому Китаї та на міжнародному рівні з 2020 року через санкції США пристрої EMUI замість Google Play використовують сервіси, надані Huawei, такі як AppGallery. 

## Історія
30 грудня 2012 року Huawei представила Emotion UI 1.0 на базі Android 4.0. Він має додаток голосового помічника (тільки китайською мовою), домашні екрани з можливістю їх налаштовувати та перемикання тем. Компанія розгорнула інсталяційні файли для Ascend P1 через свій вебсайт. Компанія стверджує, що це "мабуть, найбільш емоційна система в світі". 
4 вересня 2014 року компанія оголосила EMUI 3.0 разом з Ascend Mate 7 на пресконференції IFA в Берліні. З тих пір користувальницький інтерфейс почав називатися "EMUI" замість "Emotion UI". У ньому з'явився новий магазин додатків (для ринку Китаю). 
В кінці 2015 року Huawei запустила EMUI 4.0 з переробленим інтерфейсом на базі Android 6.0 разом з Huawei Mate 8. 
У 2016 році було представлено EMUI 5.0, разом з Huawei Mate 9 . 
У 2017 році всі версії прошивок було видалено на офіційному вебсайті. Huawei каже, що це забезпечить "більш зручний і задовільний сервіс оновлення". З тих пір, всі користувачі повинні покладатися на оновлення по повітрю (OTA). 
В кінці 2017 року разом з Huawei Mate 10 було запущено EMUI 8.0, пропустивши EMUI 6.0 та 7.0, щоб вирівняти версію з ОС Android 8, на якій базується EMUI 8. Цей випуск отримав критику за його неповну реалізацію функцій Android 8. 
Huawei представив EMUI 9.0 на німецькій виставці побутової електроніки IFA у 2018 році. Ця версія EMUI заснована на Android Pie. Нові функції та вдосконалення включають нову систему навігації жестами, переміщення багатьох функцій в нижній частині екрана для легшого використання однією рукою, сторінку реорганізованих налаштувань, інформаційну панель Digital Balance, GPU Turbo 2.0, покращення продуктивності тощо. Оновлення цієї версії під назвою EMUI 9.1 було опубліковано у червні 2019 року. Нові функції та вдосконалення включають GPU Turbo 3.0, нову файлову систему під назвою Розширена файлова система лише для читання (EROFS), функція спільного використання файлів OneHop, удосконалення Huawei Vlog, нові функції AR тощо. 
EMUI 10 на базі Android 10 було оголошено 9 серпня 2019 року на конференції розробників Huawei 2019. Бета-версія EMUI 10 була випущена 8 вересня 2019 року, вперше випущена на флагманських смартфонах Huawei P30 та P30 Pro. Реєстрація на бета-програму EMUI 10 для смартфонів P30 та P30 Pro розпочалася 10 вересня 2019 року. Нові функції та вдосконалення включають загальносистемний темний режим, перероблений додаток камери, новий логотип EMUI, новий шрифт системи, зміни дозволу, введені в Android 10, нові анімації тощо. ЗМІ очікують, що EMUI 10 буде публічно випущений разом із запуском пристроїв Mate 30. 
У 2020 році разом з P40 Huawei анонсувала EMUI 10.1, який додає підтримку багатовіконного режиму, і нові власні програми Celia та MeeTime. Huawei оголосила про оновлення деяких своїх існуючих пристроїв у червні 2020 року. У грудні 2020 року Huawei випустила бета-версію HarmonyOS 2.0 для P30 та P40, яка переходить від EMUI 10.

## Історія версій
| Версія                 | Версія для Android | Рік випуску | Останній стабільний випуск |
| ---------------------- | --- | ----------- | -------------------------- |
| Emotion UI 1.x         | Android 2.3 - 4.3 | 2012 рік    | 1.6                        |
| Emotion UI 2.x         | Android 4.2 - 4.4 | 2013 рік    | 2.3                        |
| EMUI 3.x               | Android 4.4 - 5.1 | 2014 рік    | 3.1                        |
| EMUI 4.x               | Android Marshmallow (6.0) | 2015 рік    | 4.1                        |
| EMUI 5.x               | Android Nougat (7.x) | 2016 рік    | 5.1                        |
| EMUI 8.x [A]           | Android Oreo (8.x) | 2017 рік    | 8.2                        |
| EMUI 9.x Magic UI 2.x  | Android Pie (9) | 2018 рік    | 9.1                        |
| EMUI 10.x Magic UI 3.x | Android 10 | 2019 рік    | 10.1                       |
| EMUI 11.0 Magic UI 4.x | Android 10 | 2020 рік    | 11.0                       |
| EMUI 12.0 Magic UI 5.2 | HarmonyOS 2 (Китай) (OpenHarmony 2.1.0 L3-L5 Dual Frame), Android 10 (оновлені пристрої) - 11 (попередньо встановлена EMUI 12) | 2021 рік    | 12.0                       |
| EMUI 13.x              | HarmonyOS 3 (OpenHarmony 3.1 L3-L5), Android 12                                                                                | 2022 рік    | 13.1                       |
| EMUI 14.x              | HarmonyOS 4 (OpenHarmony 3.2 L3-L5), Android 12                                                                                | 2024 рік    | 14.2                       |
| EMUI 15.x              | HarmonyOS 4.3 (OpenHarmony 3.0 L3-L5), Android 12                                                                              | 2024 рік    | 15.0                       |

## Критика
Раніші версії EMUI піддавалися критиці за розміщення всіх піктограм додатків на головному екрані, а деякі рецензенти заявляли, що він намагається наслідувати Apple iOS. Меню додатків було повернено як опцію в EMUI 5.0. Критик з PC Magazine Адам Сміт критикував EMUI за те, що він повільний з дублюючими додатками, і що в меню налаштувань важко орієнтуватися.